# Ixothraupis guttata
La tangara pintoja (Ixothraupis guttata), también denominada tángara pintada (en Venezuela), tangará pecosa (en Colombia), tángara goteada (en Colombia) o tangara moteada (en Panamá y Costa Rica), es una especie de ave paseriforme de la familia Thraupidae, perteneciente al  género Ixothraupis, anteriormente situada en Tangara. Es nativa del este de América Central y del norte y noroeste de América del Sur. 

## Distribución y hábitat
Se distribuye de forma disjunta y local desde el noroeste de Costa Rica, en Panamá, Colombia, Venezuela, Trinidad y Tobago, extremo este de Guyana, extremo norte de Brasil, localmente en Surinam y Guayana Francesa.
Esta especie es considerada localmente común en sus hábitat naturales: el dosel y los bordes de bosques húmedos montanos, áreas aledañas  y claros con árboles y arbustos esparcidos, entre los 500 y 1500 m s. n. m., unas pocas hasta los 2000 m s. n. m.

## Descripción
En promedio mide 13 cm de longitud y pesa 20 g. Presenta el plumaje del dorso negro con borde de color verde pasto brillante, que produce un aspecto de moteado negro. La grupa y los flancos son verdes y las plumas de las alas y la cola negras con bordes color azul celeste. El área loreal y la lista ocular son negras sobre cara amarilla. En la garganta, el pecho y el costado las plumas son negras en el centro con bordes entre azul pálido y blancuzco, y el vientre es blanco; las coberteras infracaudales son verde amarillentas y presentan manchas negras. La parte superior del pico es negra y la inferior es plateada con la punta negra. Las patas son gris azulado. La hembra tiene las marcas negras de la parte baja del pecho menos extensas y los bordes verdes de la parte superior más anchos y no  bien definidos.

## Alimentación
Se alimenta de bayas y de semillas ariladas y completa su dieta con insectos y arañas.

## Reproducción
Su nido tiene forma de taza compacta, construida entre el follaje, con partes de hojas, entre 3 y 8 m de altura del suelo. La hembra pone dos huevos blancos con motas color marrón. La incubación dura trece días y los pichones abandonan el nido quince días después de nacer.

## Sistemática

### Descripción original
La especie I. guttata fue descrita por primera vez por el ornitólogo alemán Jean Cabanis en 1850 bajo el nombre científico Callispiza guttata; su localidad tipo es: «Cerro Roraima, Bolívar, Venezuela».

### Etimología
El nombre genérico femenino Ixothraupis se compone de la palabras griegas «ixos»: muérdago, y «θραυπίς thraupis»: pequeño pájaro desconocido mencionado por Aristóteles, tal vez algún tipo de pinzón; en ornitología thraupis significa «tangara»; y el nombre de la especie «guttata» del latín  «guttatus»: punteado, moteado.

### Taxonomía
Los amplios estudios filogenéticos recientes demuestran que la presente especie es hermana de Ixothraupis xanthogastra, y el par formado por ambas es hermano de Ixothraupis punctata.
Varios estudios filogenéticos recientes demostraron que el numeroso y amplio género Tangara era polifilético. Para las especies entonces denominadas Tangara punctata, T. varia, T. xanthogastra, T. rufigula y la presente, que quedaban aisladas de las llamadas «tangaras verdaderas», Burns et al. (2016) propusieron  resucitar el género Ixothraupis. El Comité de Clasificación de Sudamérica (SACC), en la propuesta N° 730 parte 19 aprobó esta separación, en lo que fue seguido por el Congreso Ornitológico Internacional (IOC) y Clements checklist/eBird. Otras clasificaciones como Aves del Mundo (HBW), Birdlife International (BLI) y el Comité Brasileño de Registros Ornitológicos (CBRO) continúan a incluirlas en Tangara, con lo cual las cinco especies conservan su nombre anterior.

### Subespecies
Según las clasificaciones del IOC y Clements Checklist/eBird v.2019 se reconocen seis subespecies, con su correspondiente distribución geográfica:
- Ixothraupis guttata eusticta (Todd), 1912 – pendiente caribeña de Costa Rica y oeste de Panamá.
- Ixothraupis guttata tolimae (Chapman), 1914 – pendiente oriental de los Andes centrales de Colombia (Tolima).
- Ixothraupis guttata bogotensis (Hellmayr & Seilern), 1912 – Colombia, al este de los Andes y adyacente oeste de Venezuela.
- Ixothraupis guttata chrysophrys (P.L. Sclater), 1851 – Venezuela y extremo noroeste de Brasil (Sierra de Curupira)
- Ixothraupis guttata guttata (Cabanis), 1851 – sureste de Venezuela (sur de Bolívar) y extremo norte de Brasil (Roraima).
- Ixothraupis guttata trinitatis (Todd), 1912 – montañas del norte de Trinidad.